# Policubo

Todos os 8 tetracubos unilaterais — se a quiralidade for ignorada, os 2 inferiores em cinza são considerados iguais, dando 7 tetracubos livres no total

Um quebra-cabeça envolvendo a disposição de nove tricubos em forma de L em um cubo 3×3×3

Um policubo é uma figura geométrica espacial formada por cubos iguais, conectados entre si de modo que pelo menos uma face de cada cubo coincida com uma face de outro cubo. As peças do jogo cubo soma são policubos.